# Thaumas
Pour les articles homonymes, voir Thaumas (homonymie).
Thaumas (en grec ancien : Θαύμας / Thaúmas) est un personnage de la mythologie grecque. Il ne possède pas de légende propre, mais appartient par sa généalogie à la branche importante des dieux marins.

## Étymologie
Thaumas provient du grec ancien Θαύμας / Thaúmas et signifie « le Prodigieux », « le Merveilleux ».

## Fonction
Platon est le premier qui associe le nom de Thaumas à θαῦμα / thaûma (« merveille »), ce qui ferait de lui le dieu des merveilles marines.

## Famille
Thaumas est le fils de Gaïa (la Terre) et de Pontos. Il a quatre frères et sœurs de plein sang: Nérée, Phorcys, Céto et Eurybie, ainsi que de nombreux demi-frères et demi-sœurs.
Avec son épouse Électre, fille d'Océan et de Téthys, il donne jour à la magnifique Iris, messagère d'Héra (Junon en Latin), à Arcé, messagère des Titans lors de la Titanomachie, et aux Harpies, monstres hideux qui effrayent et infectent le monde,,,.
Les noms des filles harpies de Thaumas varient selon les auteurs. Hésiode et Apollodore les nomment Aello et Ocypète. Virgile, quant à lui, nomme Celaeno comme l'une des Harpies,. Leurs noms peuvent varier au sein d'une même œuvre, ainsi Hygin, dans la préface de ses Fables, donne Celaeno, Ocypète et Podarce comme filles de Thaumas et Électre tandis que plus loin dans les Fables, à 14.18, il nomme les Harpies Aellopous, Celaeno et Ocypète et les dit alors les filles de Thaumas et Ozomène.
Le poète de la fin du IVe et du début du Ve siècle Nonnos donne à Thaumas et Électre deux enfants, Iris et le dieu fleuve Hydaspe (en).